# Hillesley and Tresham

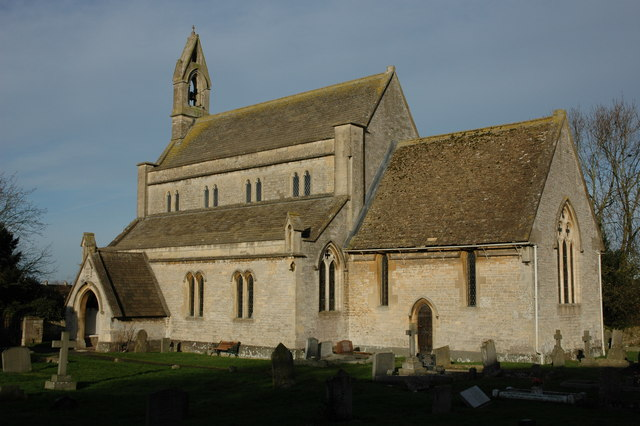
Igreja de Hillesley

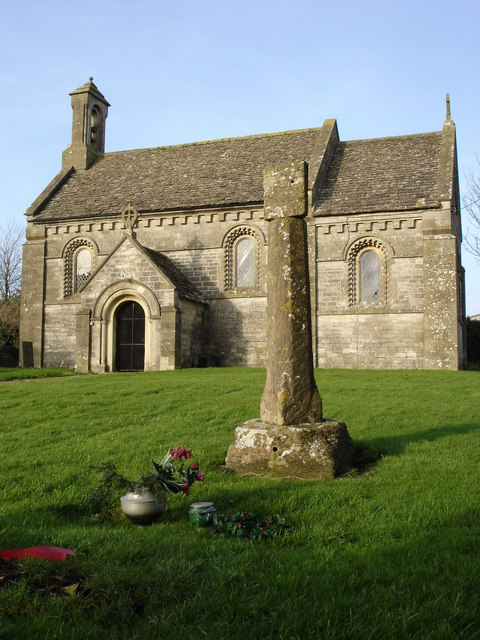
Igreja de Tresham

Hillesley and Tresham é uma paróquia de Stroud constituída pelas aldeias de Hillesley e Tresham, no condado de Gloucestershire, na Inglaterra. De acordo com o Censo de 2011, tinha 350 habitantes. Tem uma área de 2,61 km².